# Verbandsgemeinde Kirner Land
La comunità amministrativa Kirner Land (Verbandsgemeinde Kirner Land) si trova nel circondario di Bad Kreuznach nella Renania-Palatinato, in Germania.
La comunità amministrativa è stata costituita nel 2020 dall'unione della comunità amministrativa Kirn-Land con la città di Kirn e comprende 21 comuni.

## Comuni
Fanno parte della comunità amministrativa i seguenti comuni:
| Comune, città                | Sup. (km²) | Abitanti |
| ---------------------------- | ---------- | -------- |
| Bärenbach                    | 5,59       | 488      |
| Becherbach bei Kirn          | 8,41       | 398      |
| Brauweiler                   | 3,15       | 53       |
| Bruschied                    | 2,67       | 311      |
| Hahnenbach                   | 2,79       | 539      |
| Heimweiler                   | 9,07       | 394      |
| Heinzenberg                  | 1,96       | 21       |
| Hennweiler                   | 14,11      | 1 205    |
| Hochstetten-Dhaun            | 12,62      | 1 610    |
| Horbach                      | 1,92       | 45       |
| Kellenbach                   | 8,34       | 254      |
| Kirn, città                  | 16,53      | 8 209    |
| Königsau                     | 2,02       | 63       |
| Limbach                      | 9,18       | 294      |
| Meckenbach                   | 6,96       | 363      |
| Oberhausen bei Kirn          | 4,58       | 851      |
| Otzweiler                    | 3,11       | 198      |
| Schneppenbach                | 3,30       | 220      |
| Schwarzerden                 | 6,98       | 230      |
| Simmertal                    | 8,08       | 1 885    |
| Weitersborn                  | 3,12       | 198      |
| Verbandsgemeinde Kirner Land | 134,44     | 17 829   |

(Abitanti al 31 dicembre 2021)